# Willibald Fritsch
Alexander Wenzel Willibald Fritsch (* 16. Mai 1876 in Berlin; † 27. Juli 1948 in Berlin-Charlottenburg) war ein deutscher Bildhauer.

## Leben

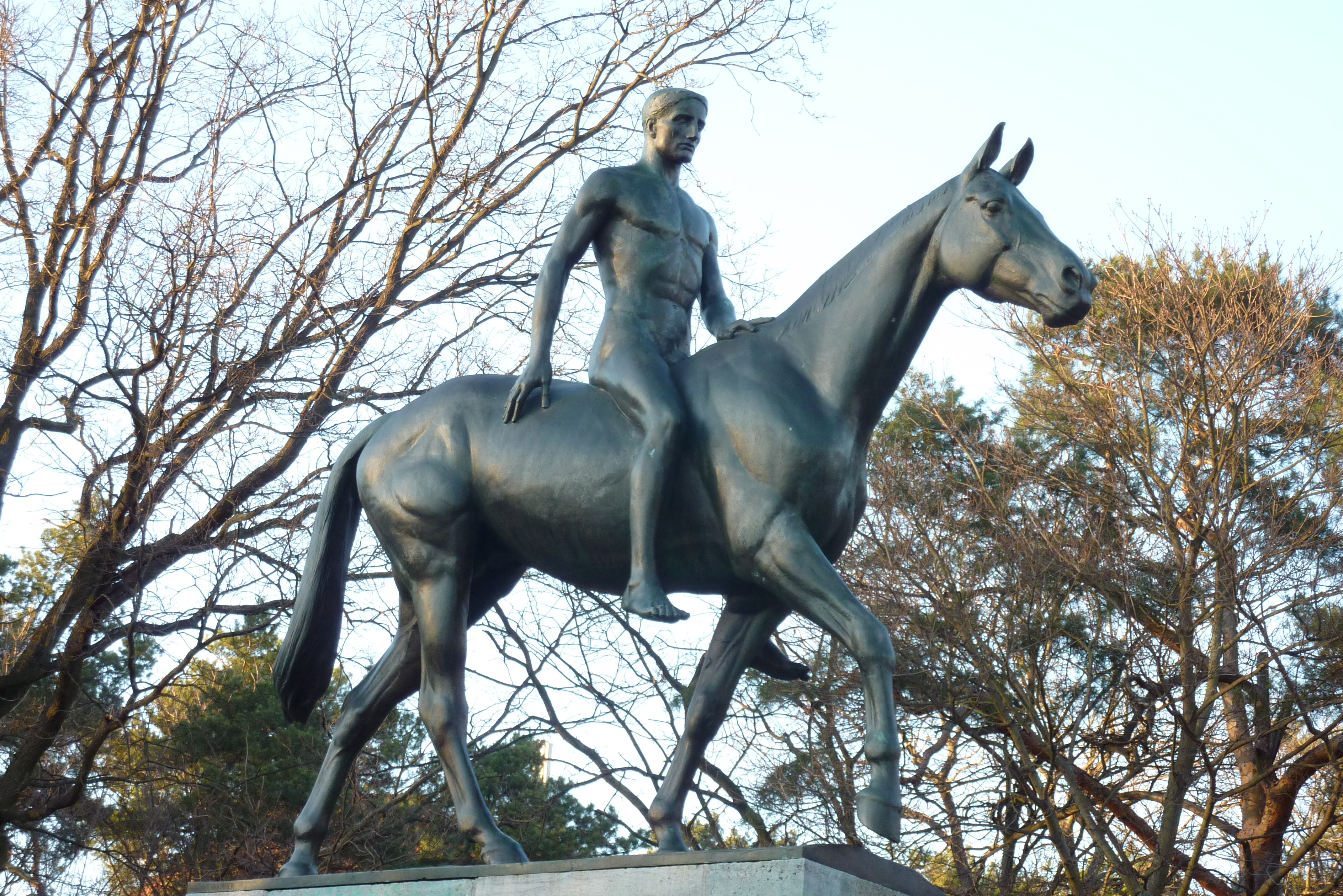
Reiterstandbild Berlin-Karlshorst (1925)

Der Bildhauer, der in Charlottenburg wohnte und tätig war, absolvierte zunächst die Unterrichtsanstalt des Kunstgewerbemuseums Berlin, ehe er an der Berliner Hochschule für die bildenden Künste unter Ludwig Manzel Bildhauerei studierte.
Ab 1900 stellte er auf der großen Berliner Kunstausstellung Bildnisbüsten und Kleinbronzen aus, wie jene der deutschen Kaiserin Auguste Viktoria und des Kronprinzen Wilhelm. 1910 präsentierte er einen Denkmalentwurf Peters des Großen für die Stadt Riga, wobei dieses Denkmal jedoch nicht ausgeführt wurde. Fritsch schuf im Laufe seines Lebens weitere Denkmäler, wie das Grabenseedenkmal in Hannover (1919), das Rennreiterdenkmal in Berlin-Karlshorst (1925), die Georg von Lehndorff-Herme in Hoppegarten bei Berlin sowie ein Reiterdenkmal des Prinzen Sigismund von Preußen in Klein Flottbek bei Hamburg.
Verheiratet war er seit 1919 mit der jüdischen Malerin Susanna geb. Gerson. Die Ehe mit ihm bewahrte sie in der NS-Zeit vor einer Deportation in den Tod. Er starb in seiner Wohnung in der Mommsenstraße 64 in Charlottenburg an einem Schlaganfall.

## Werke (Auszug)
- Bildnisbüste Generalfeldmarschall August von Mackensen, 1914/18, Zink, 47 × 28 × 51,5 cm, Heeresgeschichtliches Museum, Wien[3]